# STEP
Program Step (ang. Science and Technology for Environment Protection), program Nauka i Technologia na rzecz Ochrony Środowiska – proekologiczny program Unii Europejskiej, którego nazwa jest akronimem od pełnej angielskiej nazwy. Program zainicjowany został przez Radę Europy 20 listopada 1989 r. na wniosek Komisji Europejskiej. Zakończony w 1992 r.
Dziennik Urzędowy UE L 359 z 8 grudnia 1989 r. podaje następujące zadania programu:
- wspieranie ochrony środowiska naturalnego;
- ochrona zdrowia;
- poprawa jakości wody pitnej;
- dbałość o redukcję zanieczyszczenia powietrza;
- ochrona wód podziemnych;
- badanie ekosystemów;
- ochrona i zabezpieczenie dziedzictwa kulturowego Europy
- wspieranie badań nad technologiami służącymi ochronie środowiska naturalnego.